# Parademarsch der Spielleute
Der Parademarsch der Spielleute ist ein traditioneller Bestandteil von Auftritten deutscher Musikvereine und Spielmannszüge, insbesondere bei Marschmusik und Zeremonien. In der Marschmusik bezeichnet er den Übergang vom Feldschritt zum „klingenden Spiel“.  Er dient als Lückenfüller zwischen den eigentlichen Märschen von der gesamten Kapelle. Der Parademarsch wird meistens von einem Spielmannszug gespielt und tritt immer in Verbindung mit dem Lockmarsch auf.

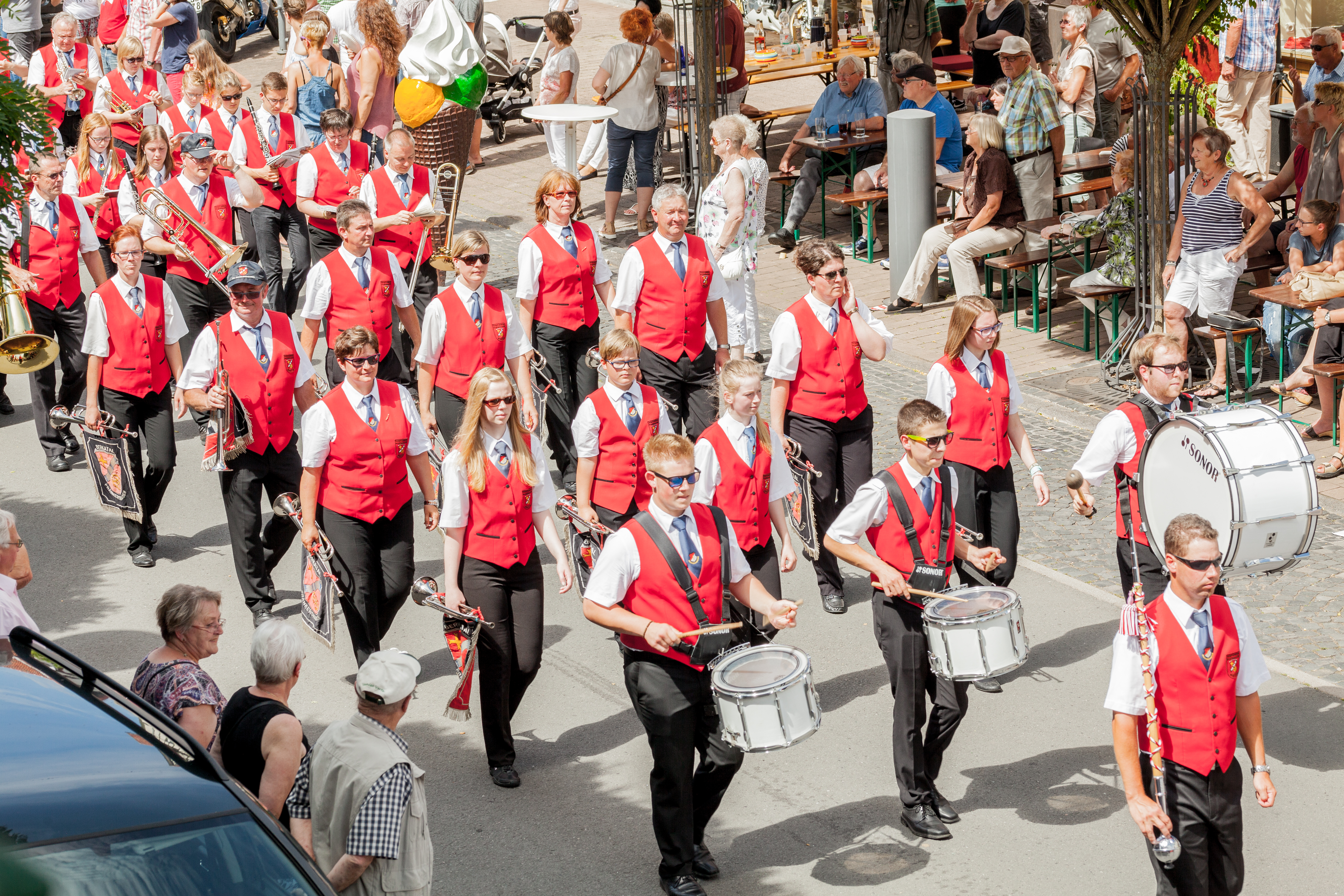
Parademarsch: Vorne der Tambourmajor, es folgen eine Gruppe mit drei Trommeln und die Kapelle, die gerade pausiert

## Ablauf und Merkmale
Der Parademarsch der Spielleute wird typischerweise wie folgt ausgeführt:
1. Einleitung durch Spielleute oder Trommeln: Der Marsch wird entweder auf der kleinen Trommel oder vom Spielmannszug mit Pfeifen und Piccoloflöten gespielt. Es handelt sich dabei um einen schönen melodischen Lückenfüller zwischen den eigentlichen Märschen, damit die Kapelle beim Marschieren, auch wenn sie gerade Pause hat, im Takt bleibt.
2. Der Parademarsch wird solange wiederholt, wie es der Dirigent oder Tambourmajor für nötig hält.
3. Zeichen zum Abreißen: Der Dirigent oder der Tambourmajor gibt ein sichtbares Zeichen, um den Parademarsch zu beenden („Abreißen“). Dies geschieht in der Regel durch eine deutliche Handbewegung oder den Einsatz eines Tambourstabes.
4. Abschluss durch Akzente: Oft wird der Parademarsch der Spielleute durch drei markante Schläge auf der Großen Trommel oder den Becken beendet. Diese Akzente signalisieren den Wechsel zum Lockmarsch.
5. Lockmarsch: Direkt nach dem Abreißen leitet die kleine Trommel oder der Spielmannszug einen sogenannten Lockmarsch ein. Dieser dient dazu, den neuen Marsch einzuführen und die Musiker auf den Marsch vorzubereiten.
6. Übergang in den nächsten Marsch: Anschließend beginnt der Musikverein oder das Orchester mit dem nächsten Marsch. Dies geschieht nahtlos, um den Ablauf fließend zu gestalten.

## Funktion und Bedeutung
Der Parademarsch der Spielleute hat sowohl musikalische als auch organisatorische Funktionen. Er schafft eine klare Struktur innerhalb eines Marschblocks und sorgt für ein einheitliches Zusammenspiel zwischen den einzelnen Gruppen eines Musikvereins oder eines Spielmannszugs. Gleichzeitig hat er eine symbolische Funktion: Er repräsentiert Disziplin, Präzision und den feierlichen Charakter der Marschmusik.
Besonders bei der Bundeswehr ist der Parademarsch ein zentraler Bestandteil des Zeremoniells. Hier wird er häufig im Rahmen von Auftritten wie dem Großen Zapfenstreich  oder bei feierlichen Gelöbnissen gespielt.

## Historischer Hintergrund
Der Ursprung des Parademarschs der Spielleute lässt sich bis in die Militärmusik des 18. und 19. Jahrhunderts zurückverfolgen. Damals dienten Trommler und Pfeifer dazu, Marschformationen anzukündigen und zu strukturieren. Mit der Weiterentwicklung der Spielmannszüge und der Integration in zivile Musikvereine wurde diese Tradition beibehalten und um musikalische Elemente erweitert.

## Varianten
Je nach Region und Institution existieren unterschiedliche Varianten des Parademarschs der Spielleute. Neben der klassischen Ausführung, wie sie von der Bundeswehr praktiziert wird, gibt es auch lokale Abwandlungen, bei denen die Instrumentierung oder der Ablauf leicht variiert.